# Le Pouvoir des Cinq

Le Pouvoir des Cinq est une saga fantastique pour la jeunesse, créée par le romancier britannique  Anthony Horowitz. Le premier tome, Raven's Gate, a été publié en 2005 et le dernier, Oblivion, en 2012.

## Romans
1. Raven's Gate, Hachette Jeunesse, 2006 ((en) Raven's Gate, 2005), trad. Annick Le Goyat, 331 p.  (ISBN 978-2-01-201076-5)
2. Evil Star, Hachette Jeunesse, 2006 ((en) Evil Star, 2006), trad. Annick Le Goyat, 403 p.  (ISBN 978-2-01-201250-9)
3. Nightrise, Hachette Jeunesse, 2008 ((en) Nightrise, 2007), trad. Annick Le Goyat, 453 p.  (ISBN 978-2-01-201503-6)
4. Necropolis, Hachette Jeunesse, 2009 ((en) Necropolis, 2008), trad. Annick Le Goyat, 453 p.  (ISBN 978-2-01-201516-6)
5. Oblivion, Hachette Jeunesse, 2012 ((en) Oblivion, 2012), trad. Christophe Rosson, 471 p.  (ISBN 978-2-01-201564-7)

## Résumé
Matt Freeman, ancien délinquant, se voit confier la tâche d'arrêter une invasion de démons (les « Anciens ») en retrouvant quatre autres adolescents qui, comme lui, possèdent des pouvoirs surnaturels. Dans le Tome 2 (Evil Star) il va au Pérou pour essayer d'empêcher une porte démoniaque de s'ouvrir dans le célèbre désert de Nazca et il rencontre Pedro, le 2e des 5. Dans le tome 3 (Nightrise), on fait la connaissance de deux jumeaux télépathes (Jamie et Scott) qui se révèlent être encore deux des cinq. On apprend aussi comment les anciens ont été vaincus la première fois. Dans le tome 4 (Necropolis) on rencontre Scarlett, une jeune asiatique qui est la dernière des cinq. Elle se fait enlever par les anciens et est détenue à Hong Kong rebaptisée Necropolis, la ville des morts, mais Matt et ses amis vont tout faire pour la retrouver. Leur seule chance est d'atteindre une porte secrète qui se trouve au cœur du temple Man Ho.

## Personnages principaux
- Matt Freeman, un jeune garçon (âgé de quinze ans dans le tome 4) doté de pouvoirs surnaturels : il peut déplacer et faire exploser des objets à distance par psychokinèse et peut prévoir un danger. Il est orphelin : ses parents sont morts dans un accident de voiture que Matt avait prévu. Il est le premier des Cinq.
- Pedro, un garçon du même âge que Matt, doté d'un pouvoir de guérison. Orphelin, il a perdu ses parents dans une inondation. Il est le deuxième des Cinq.
- Jamie et Scott Tyler, jumeaux du même âge que Matt. Doués de télépathie, ils peuvent lire dans les pensées des autres et entre eux, et par contrôle mental, peuvent aussi ordonner à quelqu'un de faire quelque chose en particulier. Orphelins également, ils sont les troisième et quatrième des Cinq.
- Scarlett, une jeune fille du même âge que ses partenaires. Elle possède le pouvoir de prédire et contrôler les conditions météorologiques. Orpheline comme ses amis, elle a été adoptée par un couple dont le mari travaille pour Nightrise. Elle est la réincarnation de Lin Mo, la déesse chinoise de la mer. Elle est la dernière des Cinq.
- Richard Cole, un journaliste de 25 ans qui accompagne Matthew au cours des premier, deuxième et quatrième tomes.

## Tomes

### Tome 1:Raven's Gate
Mattew Freeman, jeune délinquant, est envoyé en famille d'accueil dans le Yorkshire. Il découvre que quelque chose ne va pas chez Mme Deverill, sa tutrice, et chez les autres habitants. Leur comportement à son égard est étrange. La nuit, il entend des chuchotements et les appels au secours de quatre autres jeunes gens. Petit à petit, Matt se rend compte qu'il développe certains pouvoirs et qu'il a une mission : empêcher des démons, les Anciens, d'envahir le monde. Il parvient à empêcher l'ouverture d'une porte démoniaque et comprend qu'il devra sauver les adolescents qui l'appellent. Et il réussira à le faire grâce à l'aide du journaliste Richard Cole.

### Tome 2:Evil Star
Matthew se rend au Pérou où une autre porte menace de s'ouvrir. Là bas, il découvre le deuxième des cinq et se trouve plongé dans une cité Inca disparue. Les anciens sont bien décidés à anéantir la Terre par tous les moyens possibles et sont aidés par un milliardaire sud-américain, ce qui complique la tâche de Matt.

### Tome 3:Nightrise
Jamie et Scott Tyler, deux jumeaux télépathes américains vivent de leurs représentations dans un théâtre de la ville de Reno (Nevada). Ils sont enlevés après une tournée. Jamie parvient à s'échapper et avec l'aide de l'amie d'un candidat aux élections présidentielles, essaye de retrouver Scott, retenu prisonnier par une organisation du nom de Nightrise qui s'intéresse aux enfants dits « spéciaux ». Jamie tente de sauver son frère et essaye de découvrir qui sont les trois adolescents qu'ils voient, lui et son frère, dans leurs rêves.

### Tome 4:Necropolis
Matt, Pedro, Jamie et Scott se séparent juste après s'être retrouvés ; Matt va avec Jamie à Necropolis : La cité des morts. Ensemble, ils retrouvent Scarlett, qui se découvre un pouvoir des plus surprenants (elle contrôle la météo). Ils projettent de quitter la ville quand tout à coup arrivent d'un passage Pedro et Scott ; ils partent tous sans savoir où aller alors que les Anciens se décident à agir.

### Tome 5:Oblivion
L'auteur a déclaré dans une interview que ce livre sera le dernier tome de la série. Il est divisé en cinq parties, chacune correspondant à un Gardien et un élément (Terre pour Matt, Feu pour Pedro, Eau pour Jamie, Glace pour Scott et Air pour Scarlett). Les héros se battent pour la dernière fois en Antarctique contre les Anciens, l'incarnation du Mal.